# Carsten Köhrbrück
Carsten Köhrbrück (* 26. Juni 1967 in Berlin) ist ein ehemaliger deutscher Leichtathlet, der – für die Bundesrepublik Deutschland startend – bei den Europameisterschaften 1990 mit der 4-mal-400-Meter-Staffel der Bundesrepublik die Silbermedaille gewann (3:00,64 min: Klaus Just, Edgar Itt, Carsten Köhrbrück, Norbert Dobeleit). Seine handgestoppte Zeit betrug bei diesem Lauf 45,1 s. Im 400-Meter-Hürdenlauf dieser Europameisterschaften wurde er Sechster (48,95 s). Außerdem war er Teilnehmer bei den Weltmeisterschaften in Tokio/Japan 1991 (Aus im Vorlauf in 50,88 s) und den Olympischen Spielen 1992 in Barcelona/Spanien, wo er im Halbfinale mit 49,41 s ausschied. Als 18-Jähriger errang er bei den Junioreneuropameisterschaften 1985 die Bronzemedaille (51,23 s).
Mit seiner Zeit von 1:01,06 min, die er am 5. Januar 1991 in Berlin über die selten gelaufene Distanz über 500 Meter in der Halle lief, hält er immer noch die deutsche Hallenbestleistung.
Carsten Köhrbrück startete für die Vereine OSC Berlin und LAC Halensee Berlin. 1990 wurde er über seiner Spezialstrecke Deutscher Meister. Weitere Podiumsplätze bei deutschen Freiluftmeisterschaften belegte er 1992 als Zweiter sowie 1989 und 1991, als er jeweils Dritter wurde. Auch in der Halle war er erfolgreich. 1989 und 1990 wurde er Deutscher Hallenmeister über 400 Meter. In seiner aktiven Zeit war er 1,84 m groß und wog 71 kg.
Nach seiner aktiven Karriere war er unter anderem Trainer in Berlin, wo er national erfolgreiche Langsprinter und Langhürdler trainierte, beispielsweise Florian Seitz/SCC Berlin, Maren Schulze/LG Nord Berlin, Sven Buggel / SCC Berlin, Robert Thier/SCC Berlin und George Petzold/SCC Berlin. Im Berliner Leichtathletik-Verband war er etliche Jahre Teamleiter. Seit 2016 ist er Leiter der Athletik-Abteilung beim Handball-Bundesligisten Füchse Berlin.